# Lopidium daymannianum
Lopidium daymannianum là một loài Rêu trong họ Hookeriaceae. Loài này được (Broth. & Geh.) M. Fleisch. mô tả khoa học đầu tiên năm 1908.